# Ilyushin Il-86
El Ilyushin Il-86 (en ruso: Ил-86, designación OTAN: Camber) fue un avión comercial cuatrimotor fabricado por la compañía Ilyushin que se convirtió en el primer avión de pasajeros de fuselaje ancho construido por la antigua Unión Soviética. Realizó su primer vuelo el 22 de diciembre de 1976, recorriendo el espacio aéreo de Moscú, y a finales de 1979 se entrega el primer aparato a la compañía soviética Aeroflot, con la que realiza el primer vuelo uniendo las ciudades de Moscú y Taskent (actual Uzbekistán) el 26 de diciembre de 1980, y el primer vuelo internacional uniendo Moscú y Berlín Este (Alemania oriental) el 2 de julio de 1981.

## Historia y desarrollo
Fue desarrollado por Ilyushin, y el proyecto fue anunciado por primera vez en 1971. Al año siguiente se mostró por primera vez una maqueta del avión, que mostraba cierto parecido con el Ilyushin Il-62, ya que en un primer momento tenía la misma disposición de los motores en la parte trasera del fuselaje dispuestos a cada lado por parejas, diferenciándose básicamente en la estructura del fuselaje, siendo más amplia. Pero durante el año 1972 el proyecto cambió radicalmente, y se decidió montar los motores debajo de las alas, de una manera similar a los Boeing 707 o los DC-8 estadounidenses, siendo esto una novedad en los aviones soviéticos.
El Il-86 atrajo el interés de los militares soviéticos, ya que su uso como transporte de tropas supondría un notable incremento en la capacidad de transporte con respecto al avión utilizado hasta entonces, el Tupolev Tu-154.
Este avión es capaz de transportar hasta 350 pasajeros en una configuración de una clase, y cuenta con un peculiar sistema de acceso, que consiste en tres puertas con escaleras plegables situadas en la parte inferior del fuselaje, lo que le permite prescindir de pasarelas de acceso (o fingers).
El mayor problema que presenta el Il-86 es su reducida autonomía. En un principio estaba pensado para recorrer hasta 5.000 km, pero debido al alto consumo de sus motores, se vio reducida a 3.600 km, distancia que superaba hasta su predecesor, el también tetrarreactor Ilyushin Il-62. Este fue uno de los motivos por los que acabó siendo sustituido por el Ilyushin Il-96, modelo de apariencia similar y basado en él, pero que cuenta con notables mejoras. Otro problema que tiene el IL86, es su demora al despegar pues debe disponer de tripulaciones bien entrenadas para poder maniobrar la nave, principalmente al momento del ascenso mismo, porque la mayoría de veces tiene que utilizar toda la pista para poder levantar vuelo.[cita requerida]

## Operadores

### Operadores civiles
Desde 2011, no hay ningún Il-86 que permanezca en activo con aerolíneas civiles. Sus antiguos operadores fueron:
| Armenia         | Armavia, Armenian Airlines |
| China           | China Xinjiang Airlines |
| Georgia         | AJT Air International |
| Kazajistán      | Air Kazakhstan, Kazakhstan Airlines |
| Pakistán        | Hajvairy Airlines |
| Rusia           | Aeroflot, Aerolicht, Continental Airways, Donavia, East Line, KrasAir, Moscow Airlines, Orient Avia, Pulkovo Aviation, Russian Sky, S7 Airlines, Tatarstan Airlines, Transaero, Transeuropean Airlines, Vnukovo Airlines, Atlant-Soyuz |
| Unión Soviética | Aeroflot |
| Uzbekistán      | Uzbekistan Airways, IRS Aero, Jana Arka Airlines |

### Operadores militares
A fecha de 2012 permanecen en servicio cuatro Il-86VKP (también conocidos como Ilyushin Il-80):
| Rusia | Fuerza Aérea Rusa, 4 |

Antiguos operadores militares:
| Unión Soviética | Fuerza Aérea Soviética |

## Especificaciones
- Número de motores: 4

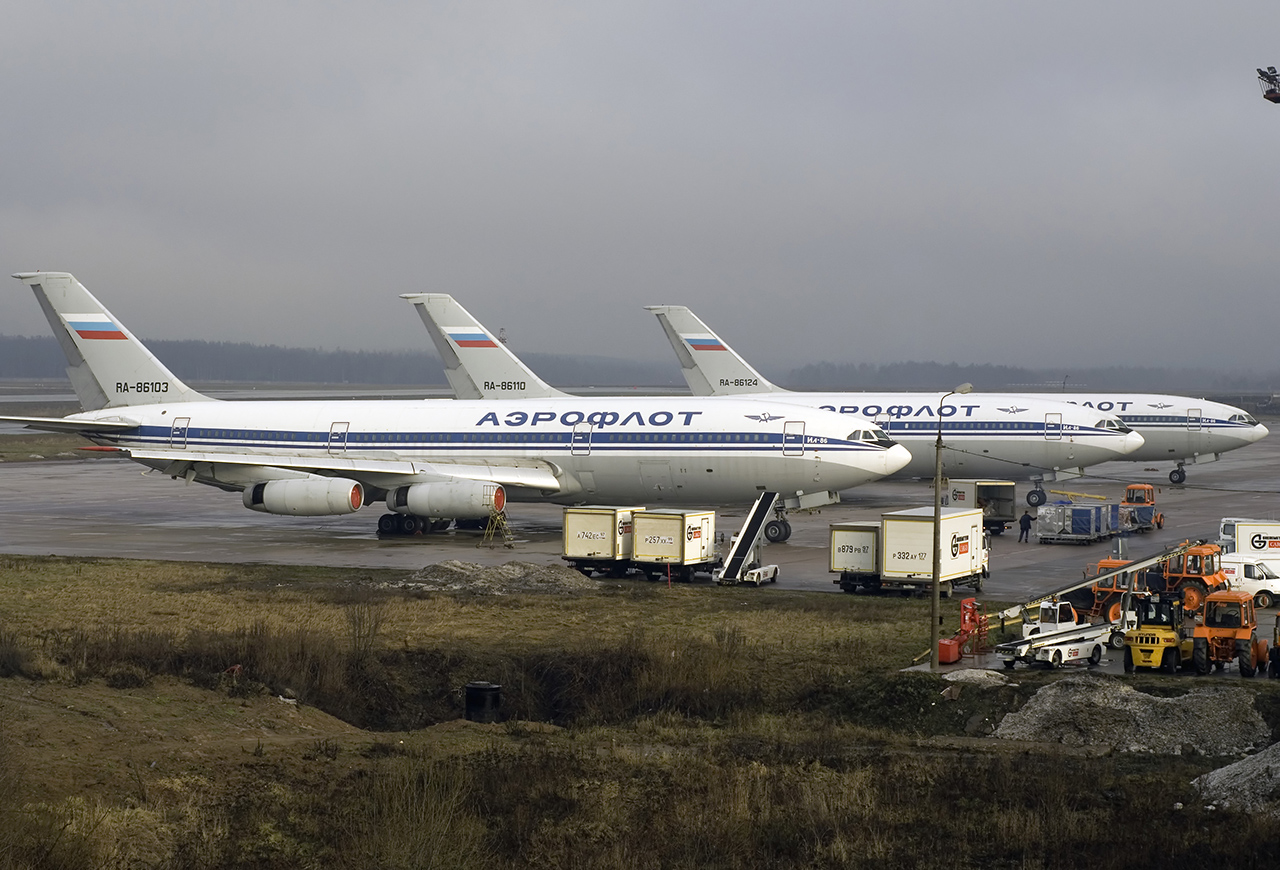
Varios Il-86 de Aeroflot almacenados

- Capacidad máxima: 350 pasajeros en una sola clase
- Potencia unitaria: 13 000 kp o kgf (130 kN)
- Longitud: 59,94 m
- Envergadura: 48,06 m
- Altura: 15,81 m
- Área o Superficie alar: 320 m²
- Velocidad máxima de vuelo: 950 km/h (Mach 0,82)
- Alcance máximo: 5.000 km
- Peso del avión vacío: 164.000 kg
- Peso máximo en despegue: 208.000 kg
- Tripulación: 3 a 5

### Aeronaves similares
- Ilyushin Il-80
- Ilyushin Il-96
- Airbus A330
- Airbus A340
- Boeing 747
- Boeing 767
- Lockheed L-1011 TriStar
- McDonnell Douglas DC-10
- McDonnell Douglas MD-11

### Listas relacionadas
- Aviones de pasajeros de Ilyushin: Il-12 · Il-14 · Il-18 (1947) · Il-18 · Il-62 · Il-86 · Il-96 · Il-114